# È per te
È per te è un singolo della cantautrice pop italiana L'Aura, pubblicato nell'agosto 2007 dall'etichetta discografica Sony BMG.
È stato il secondo singolo estratto dal secondo album dell'artista, Demian.

## Il brano
Il brano, una canzone d'amore interpretata insieme a Max Zanotti, leader dei Deasonika, è il secondo e ultimo singolo estratto dal secondo disco della cantautrice, Demian, diffuso nelle radio e nelle emittenti televisive musicali nella seconda metà di agosto 2007. Il brano ha ottenuto un discreto successo radiofonico ed è stato commercializzato solamente in formato digitale, scaricabile da Internet.
La canzone è stata scritta dalla stessa L'Aura insieme a Zanotti ed Adriano Pennino ed è stato prodotto da Enrique Gonzales Müller. All'incisione della traccia ha partecipato Davide Arneodo dei Marlene Kuntz, che suona le tastiere.

## Il video
Il video, diretto dalla regista Romana Meggiolaro e prodotto da Marco Salom, vede scene in cui L'Aura e Max Zanotti cantano inframezzate da scene ritraenti una ballerina (Ilaria Spada) e il suo fidanzato che si rincorrono.[4]

## Tracce
1. È per te (feat. Max Zanotti) - 3:49